# Deltateri
Deltatherium fundaminis és una espècie extinta de mamífer arctoció de la família dels arctociònids que visqué a Nord-amèrica durant el Paleocè, fa entre 60,9 i 63,8 milions d'anys. Se n'han trobat restes fòssils a la formació de Nacimiento (Nou Mèxic, Estats Units). Es tracta de l'única espècie classificada actualment en el gènere Deltatherium. Destaca per la seva inusual combinació d'un patró dental extremament primitiu i caràcters derivats. El nom genèric Deltatherium significa ‘bèstia delta’, en referència a la forma de la base de la tercera premolar, mentre que el nom específic fundaminis significa ‘del fonament’ en llatí.